# Christophe Ghristi
 (janvier 2015).
Christophe Ghristi, né le 1er juillet 1968, est un dramaturge français.

## Dramaturge
De 1995 à 2009, Christophe Ghristi est dramaturge du Théâtre du Capitole de Toulouse.
De 2009 à 2014, il est directeur de la dramaturgie (édition, communication, services pédagogiques, expositions, programmation de l’Amphithéâtre et du Studio) à l’Opéra national de Paris. Il est le rédacteur en chef de la revue En scène et publie un grand nombre de programmes d’opéra. Il est commissaire de nombreuses expositions au Palais Garnier (Massenet, Rolf Liebermann, Costumes du XXe siècle, le Ballet de l'Opéra, etc)
De 2009 à 2014, il est également le directeur de l’Amphithéâtre de l’Opéra de Paris. 
Il y crée la série Convergences (2009-2015), consacrée principalement à la musique vocale, la musique de chambre et l’opéra de chambre. Il y fait jouer des œuvres rares (La Chute de la maison Usher de Claude Debussy, première version des Gurre-Lieder de Arnold Schönberg et Canticles de Benjamin Britten en 2014-2015) et des compositeurs négligés : Lili Boulanger, Erich Wolfgang Korngold, Paul Hindemith, André Caplet, Darius Milhaud, Hugo Wolf, Gabriel Dupont, Alexandre Scriabine, Ottorino Respighi, Heitor Villa-Lobos… 
Il y accueille entre autres Christoph Prégardien, Annick Massis, Stéphane Degout, Sophie Koch, Karine Deshayes, Janina Baechle, Ann Murray, Marie-Nicole Lemieux, Angela Denoke, Bo Skovhus, Anna Caterina Antonacci… ainsi que les instrumentistes Elisabeth Leonskaja, Jean-Efflam Bavouzet, Nelson Goerner, François-Frédéric Guy, Bruno Canino, David Grimal, Jérôme Pernoo, Marc Coppey, Antoine Tamestit, Jörg Widmann, les quatuors Danel, Aron, Diotima…
Dans le cadre des activités pédagogiques de l’Amphithéâtre, il est notamment à l’initiative de deux projets à la diffusion nationale : Siegfried et l’Anneau maudit, une version abrégée du Ring de Wagner donnée en 2013 et 2015 ; 14+18, spectacle réunissant quatre classes de quatre départements différents et coproduit avec l’Opéra national de Lorraine et l’Opéra de Reims.
En 2016, il est nommé dramaturge du Festival international de Colmar.
En 2017, il est désigné comme Directeur artistique du Théâtre du Capitole.

## Publications
Nombreux articles pour l’Opéra de Paris, le Théâtre du Capitole, le Théâtre du Châtelet, le Théâtre de la Monnaie, le Festival d’Aix-en-Provence, l’Opéra du Rhin, le Théâtre des Champs-Élysées, le Festival de Pâques de Deauville, les Grands Interprètes (Toulouse), etc.

### Direction d’ouvrage
- Le Ballet de l’Opéra de Paris (avec Mathias Auclair), Albin Michel, 2013.
- Verdi et Wagner à l’Opéra de Paris, Bibliothèque nationale de France, 2013.
- La Belle Époque de Massenet, Gourcuff, 2012.
- Tragédiennes de l’Opéra, Albin Michel, 2011.
- L’ère Liebermann, Gourcuff, 2010.
- Régine Crespin, Actes Sud, 2010.

### Livret
- Akhmatova, opéra en trois actes, musique de Bruno Mantovani, Opéra de Paris, 2011.

### Enregistrements
- L’Opéra de Paris, une odyssée sonore, 1900-1960, Editions Malibran, 2014.
- Édition Franz Schubert (11 CD), Matthias Goerne, Harmonia Mundi, 2008 – 2014.

## Distinctions
- Chevalier de l'ordre des Palmes académiques
- Chevalier de l'ordre des Arts et des Lettres
- Chevalier de la Légion d'honneur (2022)[1]